# Mercury-Little Joe 2
Mercury-Little Joe 2 – test kapsuły kosmicznej w ramach amerykańskiego kosmicznego programu Mercury. Pierwszy amerykański lot kosmiczny z udziałem zwierzęcia. W teście został wykorzystany rezus (Macaca mulatta) o imieniu Sam. W trakcie próby sprawdzano działanie sprzętu w przestrzeni kosmicznej oraz negatywne skutki, które mogą wystąpić u człowieka przebywającego w kosmosie.

## Misja
Misja rozpoczęła się 4 grudnia 1959 roku o 11:15. Start odbył się z ośrodka badawczego Wallops Flight Facility w stanie Wirginia. W trakcie lotu apogeum wyniosło 88 km oraz kapsuła kosmiczna przeleciała odległość 312 km. Maksymalna prędkość podczas próby wyniosła 7187 km/h. Misja zakończyła się po 11 minutach i 6 sekundach, kapsuła wodowała na Atlantyku i została wyłowiona przez niszczyciel USS Borie. Rezus Sam był pierwszą małpą, która osiągnęła granice przestrzeni kosmicznej.
Nazwa małpy pochodzi od akronimu nazwy placówki badawczej U.S. Air Force School of Aerospace Medicine zaangażowanej w projekt.